# Christina Berlin
Christina Elisabet Berlin, född Engmyr 13 januari 1946 i Olaus Petri församling i Örebro, är en svensk speciallärare och politiker (folkpartiet). Christina Berlin var ersättare i riksdagen under olika perioder 2003, 2004 och 2005.